# Tambourissa leptophylla
Tambourissa leptophylla är en tvåhjärtbladig växtart som först beskrevs av Louis René Tulasne, och fick sitt nu gällande namn av A. Dc.. Tambourissa leptophylla ingår i släktet Tambourissa och familjen Monimiaceae. Inga underarter finns listade i Catalogue of Life.